# Řecká Superliga
Řecká Superliga (řecky Σούπερ Λίγκα Ελλάδα) je nejvyšší řecká fotbalová soutěž. V soutěži hraje 14 klubů, na konci sezóny poslední dva sestupují do nižší soutěže, řecké první divize. Současným mistrem ze sezóny 2024/25 je Olympiakos Pireus. Olympiakos Pireus je historicky nejúspěšnějším klubem, ligu vyhrál celkem 48×. Od sezóny 1996/97 navíc titul nezískal jen v sedmi případech.

## Nejlepší kluby v historii - podle počtu titulů
| Vítězové nejvyšší ligové soutěže |        | |
| Klub                             | Tituly | Vítězné ročníky |
| Olympiakos Pireus                | 48     | 1931, 1933, 1934, 1936, 1937, 1938, 1947, 1948, 1951, 1954, 1955, 1956, 1957, 1958, 1959, 1966, 1967, 1973, 1974, 1975, 1980, 1981, 1982, 1983, 1987, 1997, 1998, 1999, 2000, 2001, 2002, 2003, 2005, 2006, 2007, 2008, 2009, 2011, 2012, 2013, 2014, 2015, 2016, 2017, 2020, 2021, 2022, 2025 |
| Panathinaikos                    | 20     | 1930, 1949, 1953, 1960, 1961, 1962, 1964, 1965, 1969, 1970, 1972, 1977, 1984, 1986, 1990, 1991, 1995, 1996, 2004, 2010 |
| AEK Athény                       | 13     | 1939, 1940, 1963, 1968, 1971, 1978, 1979, 1989, 1992, 1993, 1994, 2018, 2023 |
| PAOK Soluň                       | 4      | 1976, 1985, 2019, 2024 |
| Aris Soluň                       | 3      | 1928, 1932, 1946 |
| AEL                              | 1      | 1988 |

Zdroj:

## Mistři
- 1927/28:  Aris Soluň (1. titul)
- 1928/29: nehrálo se
- 1929/30:  Panathinaikos (1)
- 1930/31:  Olympiakos (1)
- 1931/32:  Aris Soluň (2)
- 1932/33:  Olympiakos (2)
- 1933/34:  Olympiakos (3)
- 1934/35: nehrálo se
- 1935/36:  Olympiakos (4)
- 1936/37:  Olympiakos (5)
- 1937/38:  Olympiakos (6)
- 1938/39:  AEK Athény (1)
- 1939/40:  AEK Athény (2)
- 1940–1945: nehrálo se kvůli 2. světové válce
- 1945/46:  Aris Soluň (3)
- 1946/47:  Olympiakos (7)
- 1947/48:  Olympiakos (8)
- 1948/49:  Panathinaikos (2)
- 1949/50: nehrálo se
- 1950/51:  Olympiakos (9)
- 1951/52: nehrálo se
- 1952/53:  Panathinaikos (3)
- 1953/54:  Olympiakos (10)
- 1954/55:  Olympiakos (11)
- 1955/56:  Olympiakos (12)
- 1956/57:  Olympiakos (13)
- 1957/58:  Olympiakos (14)
- 1958/59:  Olympiakos (15)
- 1959/60:  Panathinaikos (4)
- 1960/61:  Panathinaikos (5)
- 1961/62:  Panathinaikos (6)
- 1962/63:  AEK Athény (3)
- 1963/64:  Panathinaikos (7)
- 1964/65:  Panathinaikos (8)
- 1965/66:  Olympiakos (16)
- 1966/67:  Olympiakos (17)
- 1967/68:  AEK Athény (4)
- 1968/69:  Panathinaikos (9)
- 1969/70:  Panathinaikos (10)
- 1970/71:  AEK Athény (5)
- 1971/72:  Panathinaikos (11)
- 1972/73:  Olympiakos (18)
- 1973/74:  Olympiakos (19)
- 1974/75:  Olympiakos (20)
- 1975/76:  PAOK (1)
- 1976/77:  Panathinaikos (12)
- 1977/78:  AEK Athény (6)
- 1978/79:  AEK Athény (7)
- 1979/80:  Olympiakos (21)
- 1980/81:  Olympiakos (22)
- 1981/82:  Olympiakos (23)
- 1982/83:  Olympiakos (24)
- 1983/84:  Panathinaikos (13)
- 1984/85:  PAOK (2)
- 1985/86:  Panathinaikos (14)
- 1986/87:  Olympiakos (25)
- 1987/88:  Larisa (1)
- 1988/89:  AEK Athény (8)
- 1989/90:  Panathinaikos (15)
- 1990/91:  Panathinaikos (16)
- 1991/92:  AEK Athény (9)
- 1992/93:  AEK Athény (10)
- 1993/94:  AEK Athény (11)
- 1994/95:  Panathinaikos (17)
- 1995/96:  Panathinaikos (18)
- 1996/97:  Olympiakos (26)
- 1997/98:  Olympiakos (27)
- 1998/99:  Olympiakos (28)
- 1999/00:  Olympiakos (29)
- 2000/01:  Olympiakos (30)
- 2001/02:  Olympiakos (31)
- 2002/03:  Olympiakos (32)
- 2003/04:  Panathinaikos (19)
- 2004/05:  Olympiakos (33)
- 2005/06:  Olympiakos (34)
- 2006/07:  Olympiakos (35)
- 2007/08:  Olympiakos (36)
- 2008/09:  Olympiakos (37)
- 2009/10:  Panathinaikos (20)
- 2010/11:  Olympiakos (38)
- 2011/12:  Olympiakos (39)
- 2012/13:  Olympiakos (40)
- 2013/14:  Olympiakos (41)
- 2014/15:  Olympiakos (42)
- 2015/16:  Olympiakos (43)
- 2016/17:  Olympiakos (44)
- 2017/18:  AEK Athény (12)
- 2018/19:  PAOK (3)
- 2019/20:  Olympiakos (45)
- 2020/21:  Olympiakos (46)
- 2021/22:  Olympiakos (47)
- 2022/23:  AEK Athény (13)
- 2023/24:  PAOK (4)
- 2024/25:  Olympiakos (48)

## Češi
Prvním českým fotbalistu, který získal titul v řecké lize se stal Tomáš Vaclík, brankář hrající v sezóně 2021/22 za Olympiakos Pireus.